# Николай Карпов
Николай Карпов (на руски: Николай Карпов) е руски офицер, подполковник. Участник в Руско-турската война (1877-1878).

## Биография
Николай Карпов е роден в Русия в семейство на потомствен дворянин. Ориентира се към военното поприще. Завършва военно училище и е произведен в първо офицерско звание подпоручик с назначение в 5-и пехотен Калужки полк (1876). Служи като делопроизводител във военния съд, изпълнява длъжността завеждащ на лазарета и помощник по обоза на нестроева рота.
Участва в Руско-турската война (1877-1878). с военно звание поручик с назначение за командир на 4-та рота от 5-и пехотен Калужки полк. Бие се храбро и се отличава при превземането на Ловеч на 22 август 1877 г. Неговата рота е една от първите, която успява да достигне и да участва в превземането на редута на височина № 5. Награден е с орден „Свети Владимир“ IV степен с мечове и бант за особено отличие. Проявява се и в третата атака на Плевен. Достига с полка до Сан Стефано.
След войната продължава военната си служба в 5-и пехотен Калужки полк и е повишен във военно звание подполковник.
Автор на „Спомени на командващия на 4-та рота от 5-и пехотен Калужки полк поручик Карпов за войната от 1877-1878 г.“, в които описва личното си участие и впечатления от Руско-турската война (1877-1878).